# مارهای پشت‌تیغه‌ای
مارهای پشت‌تیغه‌ای (نام علمی: Rhabdophis)، سرده‌ای از مارها در زیرخانواده Natricinae از خانواده قمچه‌ماران است. گونههای سرده پشت‌تیغه‌ای عموماً keelback snakes نامیده می‌شوند و عمدتاً در جنوب شرق آسیا یافت می‌شوند.
در این سرده، سی گونه معتبر شناخته می‌شوند.